# 川村覚昭
川村 覚昭（かわむら かくしょう、1948年 - ）は、日本の教育哲学者、浄土真宗の僧、佛教大学教授。専攻は教育人間学・教育哲学・教育思想史・臨床教育学。本願寺派法輪寺住職。

## 来歴
京都生まれ。1972年京都大学教育学部教育人間学卒業。1977年同大学院教育学研究科博士課程単位修得退学。1977年聖徳学園岐阜教育大学教育学部専任講師、1981年京都産業大学教養部専任講師、1984年助教授、1991年教授、2000年文化学部教授、2009年大谷大学文学部教授。
1985‐86年チューリッヒ大学教育学研究所客員研究員。2003年「教育の根源的論理の探究 教育学研究序説」で京大教育学博士。

## 著書
- 『教育の根源的論理の探究 教育学研究序説』晃洋書房 2002
- 『島地黙雷の教育思想研究 明治維新と異文化理解』法藏館 2004

### 共編著
- 『教育学の根本問題』奥川義尚、崎野隆、竹熊耕一、田中圭治郎、村島義彦共著 ミネルヴァ書房 2006
- 『教育の根源 人間形成の原理を問う』編著 晃洋書房 2010

### 翻訳
- H.ロート『ペスタロッチーの人間像』下山田裕彦共訳 玉川大学出版部 1991

## 論文
- CiNii>川村覚昭